# Rune Olsson
Rune Olsson, född 1932 i Hellvi Gotland, är en svensk målare.
Olsson studerade vid Konstfackskolan i Stockholm 1953-1958. Han debuterade i en separatutställning i Boden 1960 därefter har det blivit ett flertal separatutställningar bland annat på Galleri Heden i Göteborg, Konsttjällaren i Arvika, Kibo Art Gallery i Tanzania, United Nations på Cypern, Konstfrämjandet i Halmstad och Linköping, Meson Emiliano Almunecar Spanien, Galleri Bremer i Berlin och Föreningen Gotlandskonstnärer i Visby. Han har medverkat i samlingsutställningar med Värmlands konstförening på Värmlands museum, Arvika konstförenings årliga salong, Liljevalchs vårsalong och Konst från Västmanland på Eskilstuna Konstmuseum.
Olsson var under tio års tid anställd vid Förenta nationerna som konsthantverksexpert i Afrika och Asien.
Olsson är representerad vid Värmlands läns landsting, Arvika kommun, Gotlands kommun, Visby stad och i Frankrike, Tyskland, England, Nya Zeeland, Australien, Spanien och USA.